# Вильянуэва, Карлос Рауль

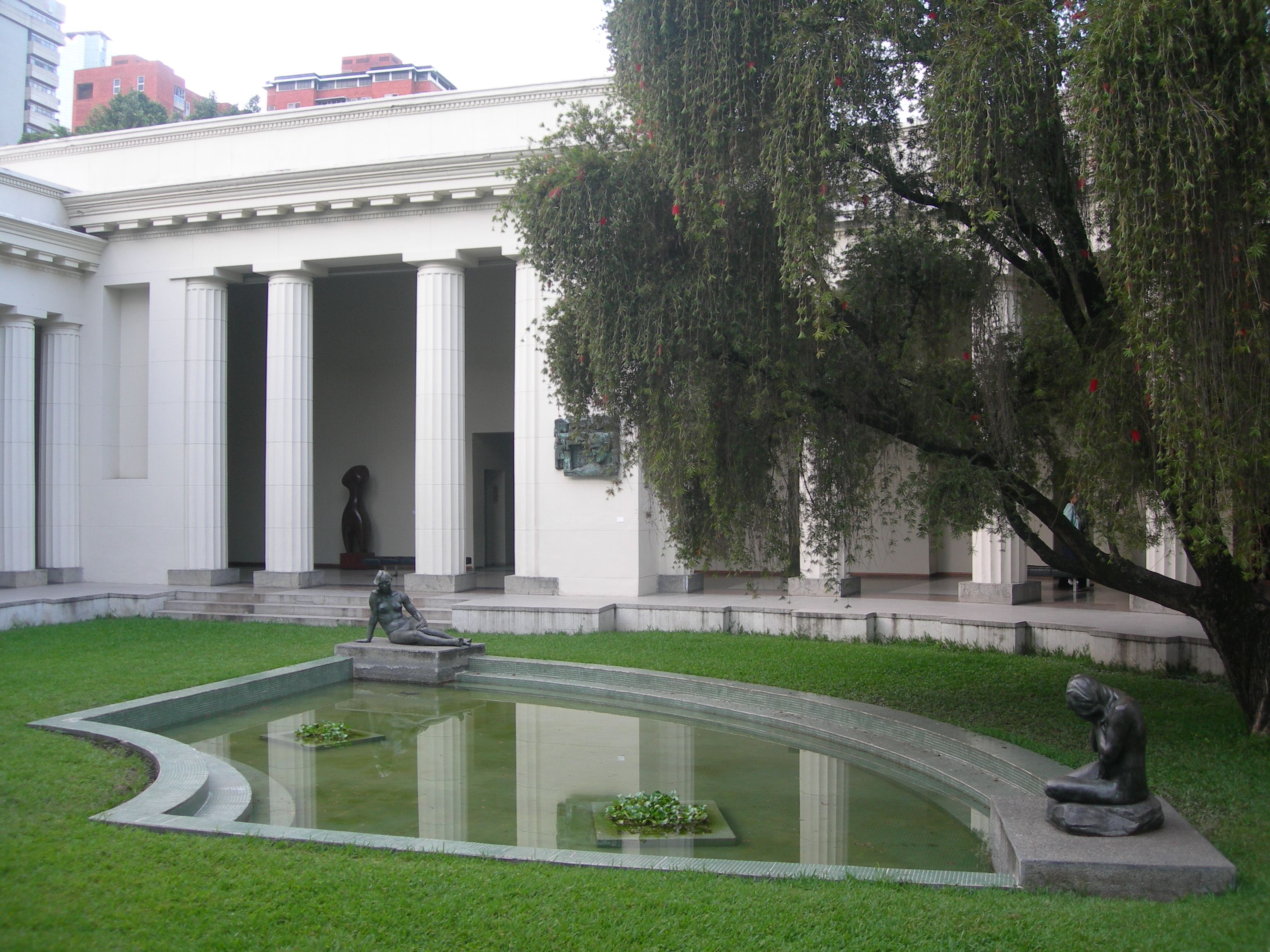
Музей изящных искусств Каракаса

Карлос Рауль Вильянуэва (исп. Carlos Raúl Villanueva; 30 мая 1900, Лондон, Великобритания — 16 августа 1975, Каракас, Венесуэла) — венесуэльский архитектор и градостроитель XX века, один самых известных архитекторов, работавших в стиле модерн.

## Биография
Сын генерального консула Венесуэлы в Великобритании. Родился в консульстве Венесуэлы в Лондоне. Позже переехал с семьёй во Францию. Окончил Лицей Кондорсе. Образование получил на архитектурном факультете парижской Школы изящных искусств. В 1928 году поселился в Венесуэле. С 1929 года работал в Министерстве общественных работ в качестве директора по строительству и декоративным постройкам.
Вначале пытался возродить традиции архитектуры колониального периода, позже стал одним из ведущих представителей современной архитектуры в Латинской Америке.
Сыграл значительную роль в планировании и развитии таких венесуэльских городов, как Каракас, Маракай и других городов по всей стране. Автор проектов многочисленных строений, где современная форма и техника сочетаются с пластическим искусством.
Среди его самых известных работ — проект перестройки жилых районов Каракасского Эль-Силенсио (El Silencio), включавший создание 7797 квартир и 207 магазинов, Музей изящных искусств Каракаса (в неоклассическом стиле), Главный университетский кампус, Университетский городок в Каракасе (в том числе Олимпийский стадион) Центрального университета Венесуэлы, считающийся шедевром современного городского планирования и архитектуры, который с 2000 года входит в список Всемирного наследия ЮНЕСКО и другие сооружения, выделяющиеся смелостью и художественной выразительностью конструктивных систем (железобетонные каркасы и своды-оболочки), динамичной экспрессией композиции, широким использованием скульптуры, живописи и мозаики. Жилые комплексы Вильянуэвы в Каракасе («Эль Параисо», 1952—1957, «23 января», 1955—1957 совместно с Х. М. Михаресом, Х. М. Сеперо и др.) имеют рациональную планировку территорий и квартир, простые, чёткие формы каркасно-панельных домов разной высоты.

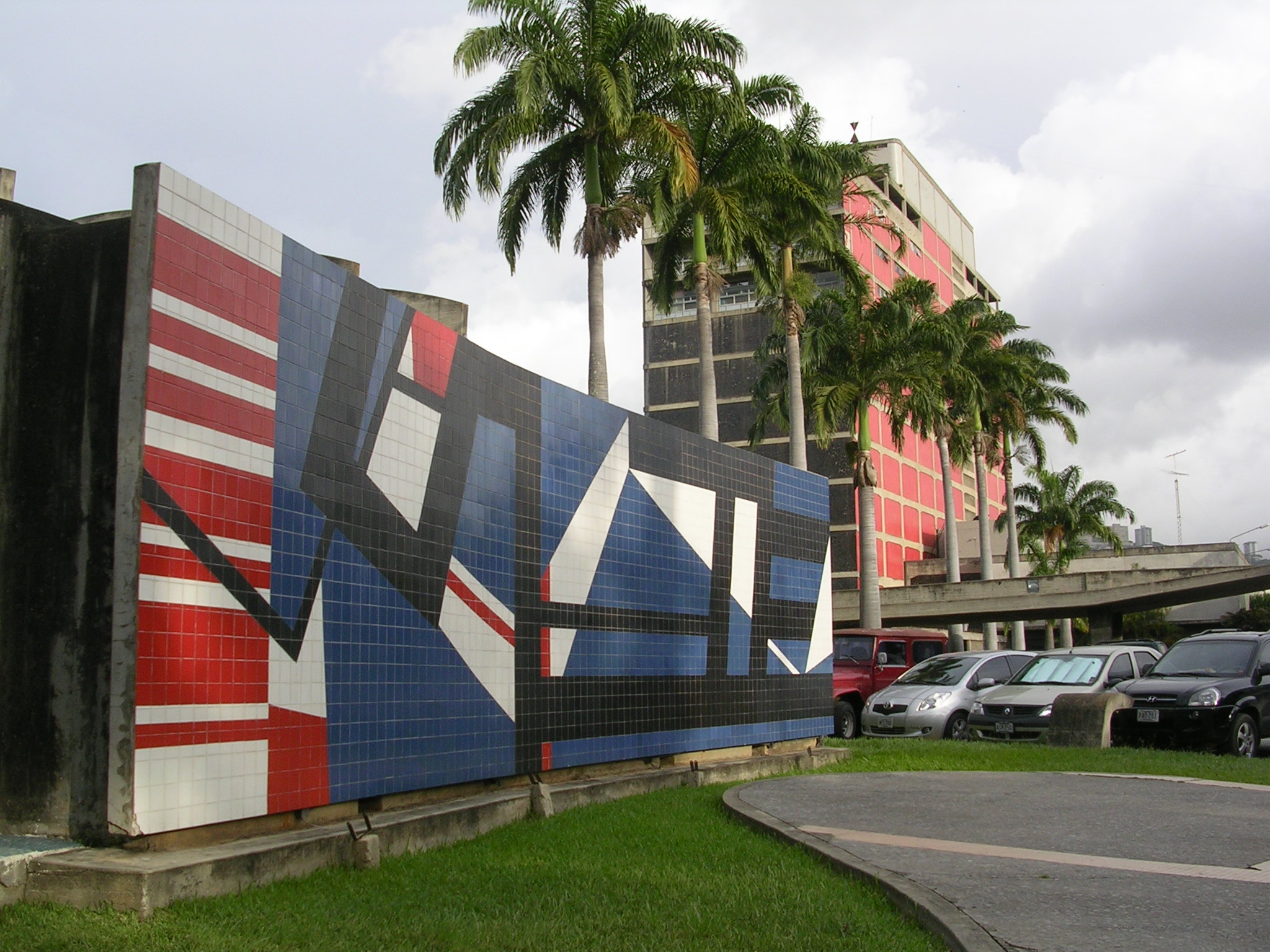
Фрагмент Университетского городка в Каракасе
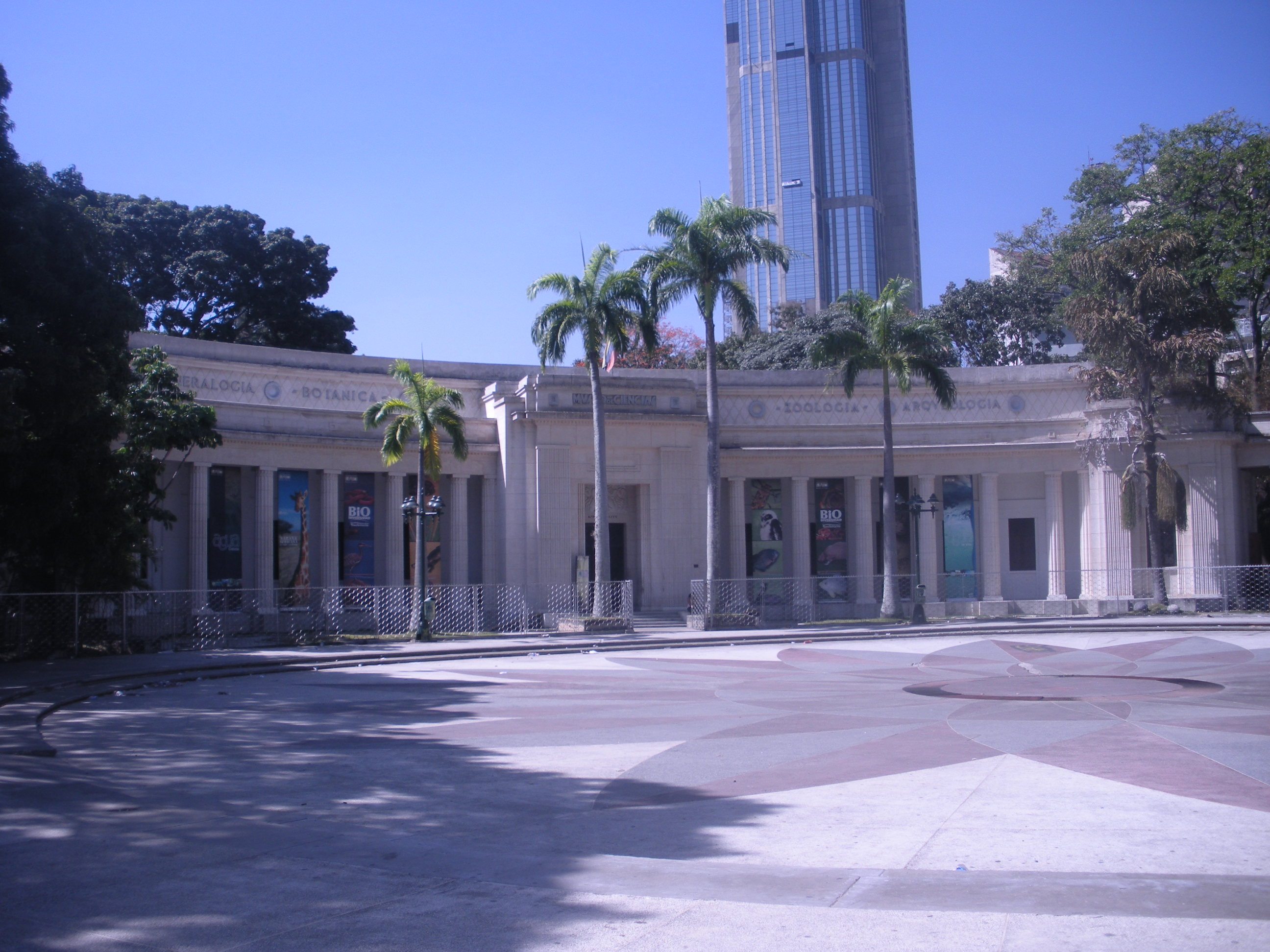
Фасад Музея естественных наук в Каракасе
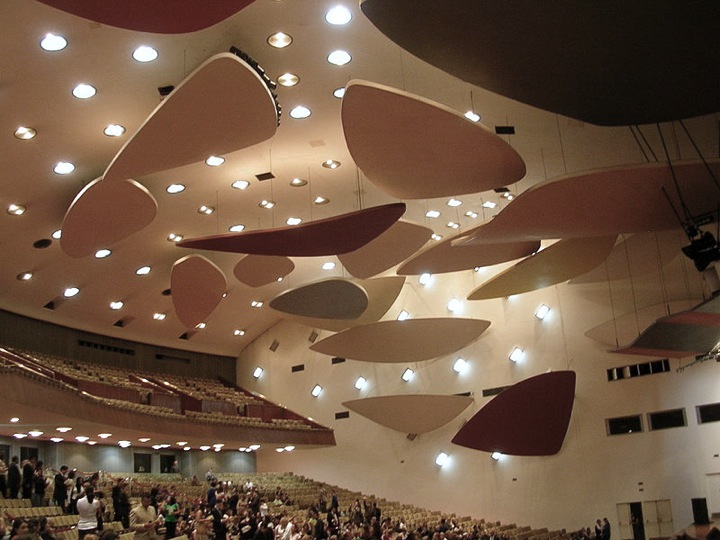
Интерьер здания Aula Magna Центрального университета Венесуэлы - потолок с «Акустическими облаками» работы Александра Колдера
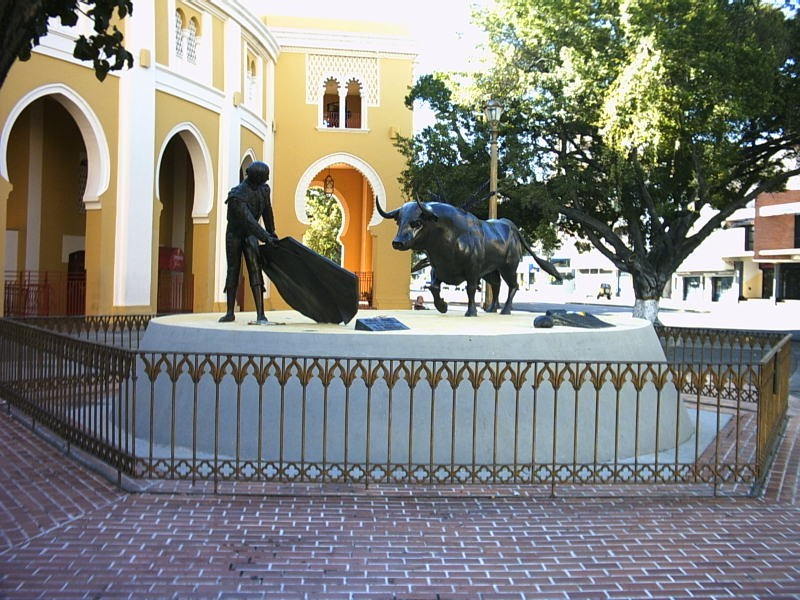
Памятник «Арена для боя быков» («La Maestranza»)
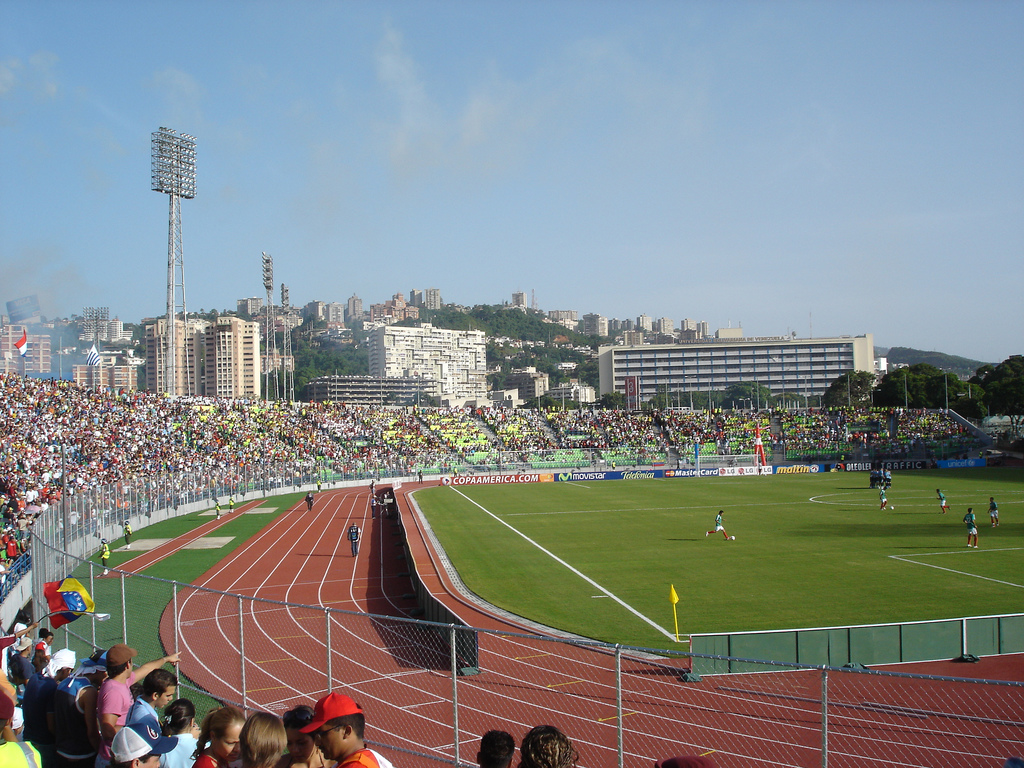
Олимпийский стадион (Каракас)